# Càrrega (heràldica)
En heràldica, la càrrega es refereix a tots aquells elements que es posen dins del camper d'un escut. Poden ser les peces, mobles o figures.
Una càrrega pot anar dins –és a dir, damunt– d'una altra càrrega, com es veu a les imatges de sota. Així, diem que el pal del primer escut (una peça) està carregat d'una espasa (una figura) i, al segon escut, l'àguila (una figura) està carregada d'un escudet (un moble).

A l'escut de Cerdanyola del Vallès, el pal de sinople està carregat d'una espasa d'argent guarnida d'or.
A l'escut de Sort, es pot veure l'àguila bicèfala carregada al pit d'un escudet amb les armes dels comtes de Pallars.